# Cabrera-Nunatak
Der Cabrera-Nunatak ist ein Nunatak im westantarktischen Marie-Byrd-Land. Er ragt 11 km nordöstlich des Putzke Peak in den McCuddin Mountains auf.
Der United States Geological Survey kartierte ihn anhand eigener Vermessungen und Luftaufnahmen der United States Navy aus den Jahren von 1959 bis 1965. Das Advisory Committee on Antarctic Names benannte den Nunatak 1974 nach Quirino Cabrera (1936–2015), Baumechaniker auf der Byrd-Station in den Jahren 1966 und 1969.